# Eftersnack
Eftersnack är en finlandssvensk talkshow på Yle Vega. Programmet har sänts sedan 27 november 2005 och arbetar under devisen "Programmet som gör upp om veckan som gått". Programmet kommer i direktsändning fredagar och publiceras även som podd på Yle Arenan. Programmet sändes tidigare även som TV-version på Yle Fem. Programledare är journalisten och författaren Magnus Londen, och ständig studiogäst är journalisten Jeanette Björkqvist. Dessutom deltar återkommande bisittare, till exempel rektorn Misha Eriksson, filosofen Joel Backström, dokumentartisten Pia-Maria Lehtola och många fler.
I programmet diskuterar deltagarna det som hänt under den vecka som gått eller något de funderat på under den gångna veckan. I programmet förekommer även särskilda punkter under året, exempelvis ett nattmingel kring Midsommar. Vid Advent spelas adventssången Hosianna, Davids son på samiska.
Under sändningen fredagen den 23 maj 2025, kom beskedet att programmet Eftersnack ska läggas ner efter nästan 20 år. Orsaken är enligt Yle de besparingskrav de fått och som tvingar dem att dra ner på deras frilansbudget. Sista avsnittet av Eftersnack sändes på Midsommarafton 2025.
Den 24 juni 2025 meddelades att podden Eftersnack kommer att återuppstå under det nya namnet Snacket, hos Hufvudstadsbladet med start i augusti 2025.